# Zeila
Zeila ali Zaila (somalsko Saylac, arabsko زيلع‎: Zeila)  je pristaniško mesto na obali Rdečega morja v severozahodni somalski pokrajini Awdal. Stoji ne začetku polotoka, ki sega globoko v Rdeče morje. V njenem zaledju je peščena puščava, dolga približno 150 km, ki sega do Etiopske meje. Znana je po številnih koralnih grebenih in mangrovah. Njen največji problem je pomanjkanje pitne vode, ki je bil eden od razlogov, da je Nizozemska vzhodnoindijska družba ni izbrala za svoje pristanišče.
V antiki so jo istovetili s trgovskim središčem Avalit, opisanem v grško-rimskem poročilu o potovanju Peripel Eritrejskega morja iz 1. stoletja. Mesto je spadalo z zgodovinsko pokrajino Barbara (arabsko Bilad al-Barbar, Dežela Berberov).  Mesto se je s prihodom muslimanov kmalu po hidžri razvilo v zgodnje islamsko središče. V 9. stoletju so Zeilo opisovali kot prestolnico Adalskega sultanata. Svoj višek je dosegla nekaj stoletij kasneje v 14. stoletju. Zatem  je prišla pod Osmansko in nato britansko zaščito. 
Po izgubi neodvisnosti je postala del Okrožja Zeila v pokrajini Awdal v Somaliji. Trenutno je trgovsko središče somalske regije Salal.

## Zgodovina
Zeila je obstajala že v antiki, ko se je imenovala Avelite. Ime Zeila se je prvič pojavilo leta 891 na karti v Kitab al-Balden (Knjiga dežel)  arabskega kartografa Al Jakubija. Arabski kartograf Ibn Hawqal jo je leta 988 opisal kot pristanišče za izvoz blaga iz Etiopije  v Jemen in Hidžaz.
V 9.-10. stoletju je postala sedež Adalskega sultanata. Z njegovo ustanovitvijo so se začeli spori s sosednjim Etiopskim cesarstvom.  
Cvetela je predvsem v 14. stoletju, ko se je razvila trgovina s kadilom, miro, amharskimi in oromskimi sužnji, zlatom, srebrom, kamelami in drugim cenjenim blagom.  Postala je tudi eno od središč za širjenje islama na etiopsko visoko planoto. V tem času je pripadala Ifatskemu sultanatu, v katerem je vladala dinastija Valašma. Med vladavino sultana Sa'ad Ad Dina II. je družina Valašma okoli leta 1403-1415 pobegnila pred etiopskim cesarjem Davitom II., ki je bil dejanski vladar Ifatskega sultanata,  v Zeilo. Cesarjeva vojska je obkolila mesto in ga pustila osem dni brez pitne vode, potem pa vdrla v mesto in usmrtila sultana. Sultana od takrat v Zeili častijo kot svetnika.
Popotniki, ki so Zeilo obiskali v 16. stoletju, med njimi tudi Italijan Ludovico di Varthema, so mesto opisovalo kot pomembno trgovsko središče z vidnimi poškodbami, ki so jih povzročila portugalska obstreljevanja leta 1517 in 1528.  Garad Lado, takratni vladar Zeile, je zaradi pogostih napadov somalskih nomadskih plemen mesto utrdil z močnim obzidjem.
Vloga Zeile kot glavnega pristanišča za Harar, Šou in druge etiopske pokrajine je sčasoma upadel. Leta 1630 je prišla pod oblast jemenskega vladarja Mokke, ki je dal  pristanišče in trgovsko središče zaradi izredno majhnega prometa v zakup. V mestu je zavladal lokalni emir, katerega oblast je segala samo do mestnega obzidja. 
Do prve polovice 19. stoljetja je od Zeile ostala samo senca nekoč velikega in pomembnega mesta. Postala je v vas, obdana z nizkim obzidjem iz blata s približno 1.000 do 3.000 prebivalci, odvisno od letnega časa. Od leta 1821 do 1841 sta Jemen in z njim Zeila spadala v Osmansko cesarstvo, dejansko oblast pa je imel egiptovski paša Mohamed Ali. Egipčanom je uspelo dobiti sultanov ferman, s katerim je Zeila leta 1874-1875 prišla uradno pod njihovo oblast. Ko se je egiptovska garnizija leta 1885 umaknila iz Hararja v Etiopiji, je Zeila  postala predmet sporov med Francijo in Britanijo zaradi nadzora nad Adenskim zalivom. Nekaj časa se je zdelo, da bodo spori prerasli v pravo vojno, vendar so se končali s sporazumom, sklenjenim leta 1888, s katerim so določili meje protektoratov. Zeila je postala del Britanske Somalije.
Ko je bila konec 19. stoletja zgrajena železniška proga Džibuti-Adis Abeba, se je stanje v Zeili še poslabšalo.

## Zeila danes
Med somalsko državljanjsko vojno 1991-2006 je bila prizorišče velikih borb, v katerih so bile porušene ali zelo poškodovane skoraj vse zgradbe. Prebivalci so se razbežali ali pobegnili v sosednji Džibuti. Po vojni so se začeli vračati in pripomogli k obnovi mesta, trgovanja in ribištva. 